# Julija Peresildová
Julija Sergejevna Peresildová (Ю́лия Серге́евна Переси́льд; * 5. září 1984, Pskov, SSSR) je ruská herečka. V roce 2021 kvůli filmové roli na několik dní zavítala na Mezinárodní vesmírnou stanici (ISS).

## Vzdělání a kariéra
Julija Peresildová pochází z rodiny Estonců deportovaných do Ruska v období stalinismu. V jedenácti letech se zúčastnila televizní talentové soutěže „Ranní hvězda“. Studovala na pedagogické škole a pak přešla na Ruskou akademii divadelního umění, kterou dokončila v roce 2006. Byla členkou Státního divadla národů v Moskvě a Divadla na Malé Bronné.
Žila s režisérem Alexejem Učitělem, s nímž má dvě dcery. Za roli Sofie v Učitělově filmu Kraj (2010) získala cenu Zlatý orel. Ve filmu Bitva o Sevastopol (2015) hrála odstřelovačku Ljudmilu Pavličenkovou. V roce 2018 byla jmenována zasloužilou umělkyní Ruské federace.

## Kosmonautka

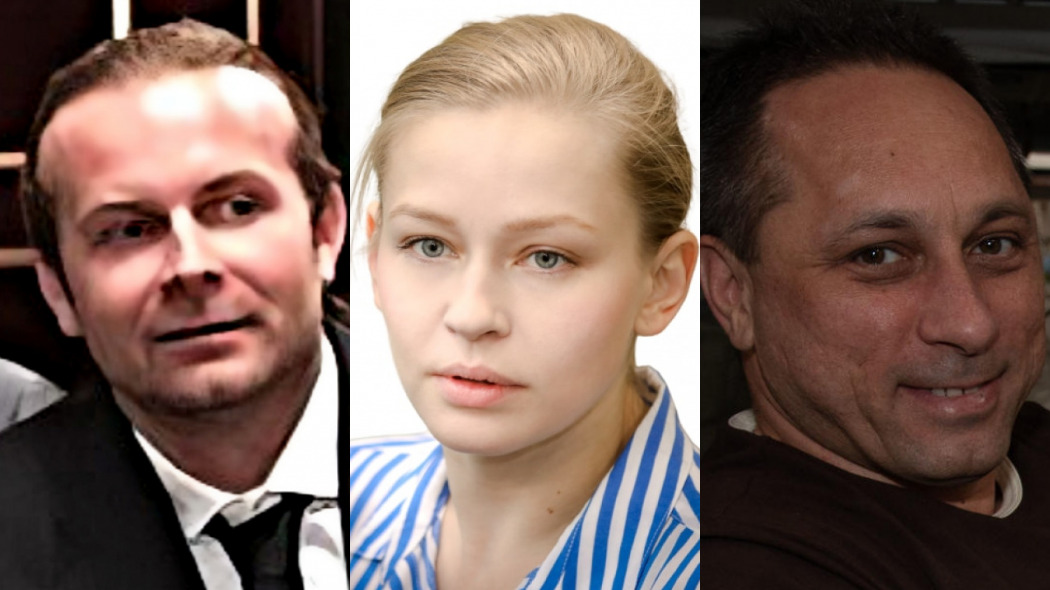
Na obrázku je vidět :Oleg Novickij, Julija Peresildová a Anton Škaplerov.

V roce 2021 byla ze 3 tisíc uchazeček v konkursu vybrána pro hlavní roli celovečerního hraného filmu Vyzov (rusky Вызов; doslovně Výzva). Natáčení části filmu bylo naplánováno do reálného prostředí na Mezinárodní vesmírné stanici během asi dvanáctidenního kosmického letu. Peresildová a producent a režisér filmu Klim Šipenko proto byli jmenováni členy posádky Sojuzu MS-19 a společně se členy záložní posádky zahájili 24. května 2021 zrychlený čtyřměsíční trénink ve Středisku přípravy kosmonautů J. A. Gagarina.
Loď Sojuz MS-19 odstartovala z kosmodromu Bajkonur 5. října 2021 v 08:55:02 UTC a po pouhých třech a půl hodinách se ve 12:22 UTC připojila k ISS. Velitelem mise byl Anton Škaplerov. Během letu se kromě Peresildové, Škaplerova a Šipenka, který se vedle režie staral také o kameru, osvětlení, nahrávání zvuku a make-up, do natáčení zapojili i zbylí ruští kosmonauti na palubě, Oleg Novickij a Pjotr Dubrov. Použita k tomu byla technika a vybavení, které na ISS v červnu 2021 doručila nákladní loď Progress MS-17. Po splnění úkolů spojených s natáčením a zapojením do vědeckého programu Peresildová a Šipenko odletěli z ISS 17. října 2021 v 01:14 UTC v lodi Sojuz MS-18 s jejím velitelem Novickým a v 04:35:44 UTC přistáli na Zemi.